# جاروی قزوینی
جاروی قزوینی (نام علمی: Bassia scoparia) نام یک گونه از سرده پشمالو است.

## نگارخانه

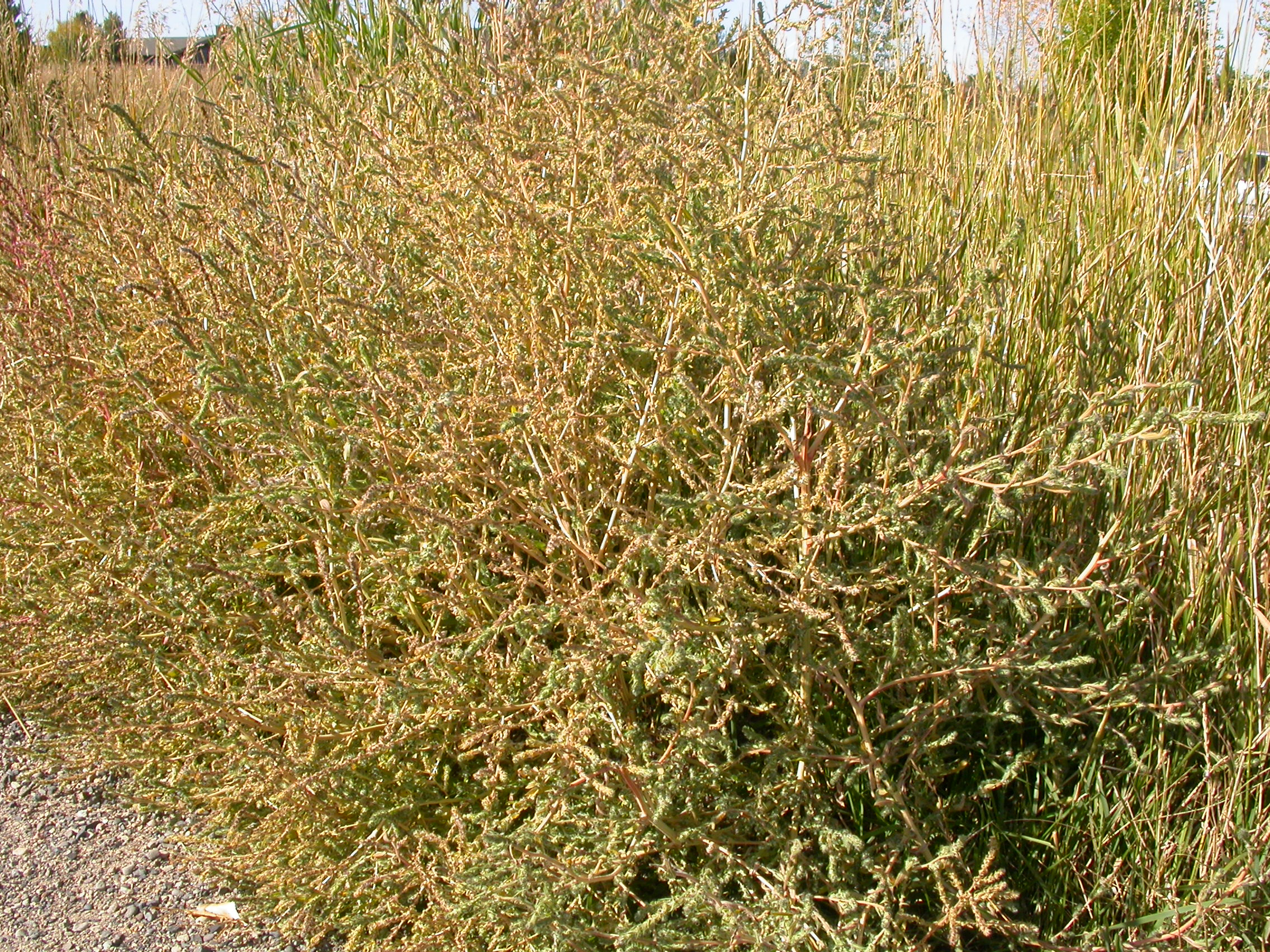
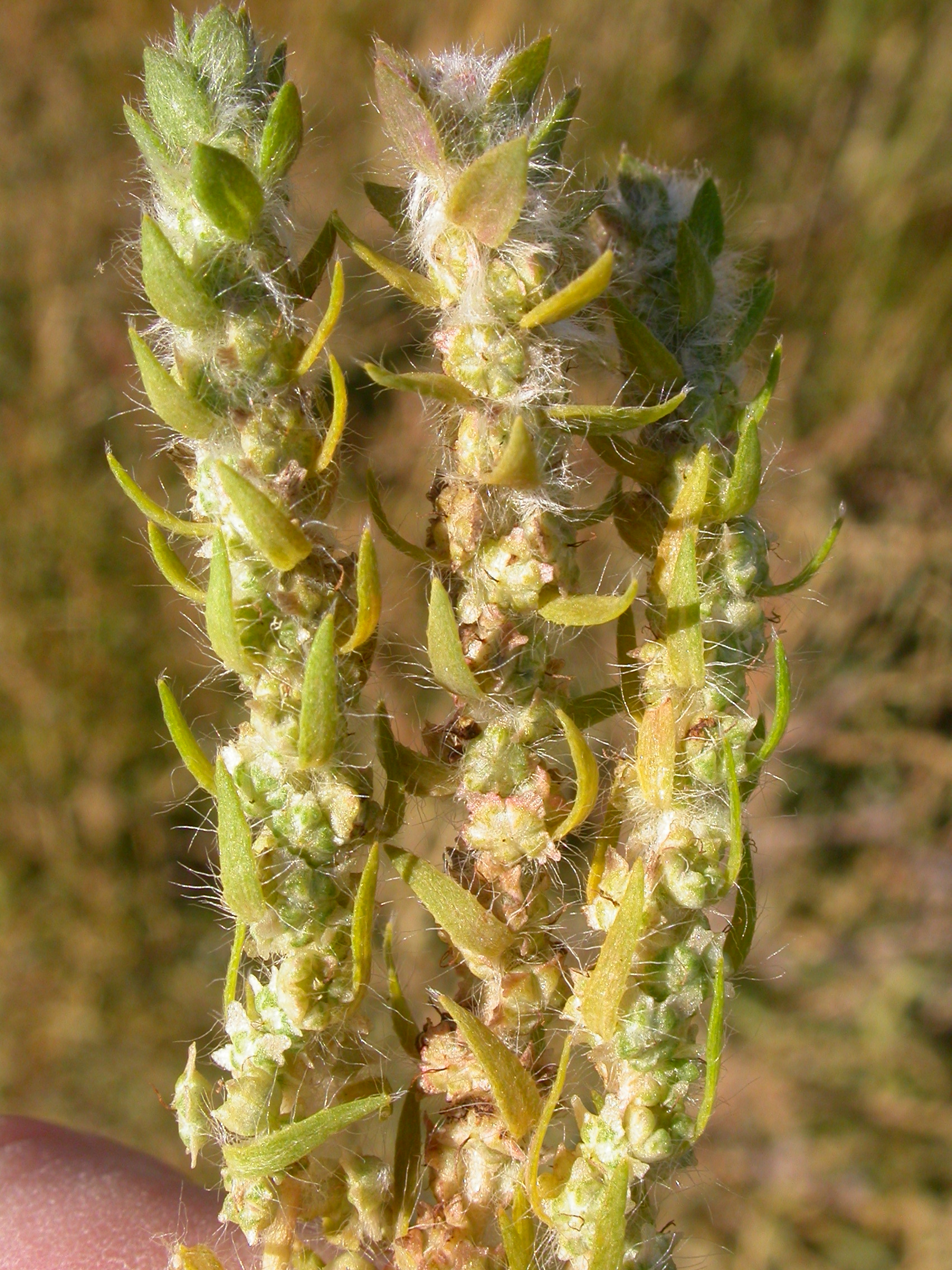
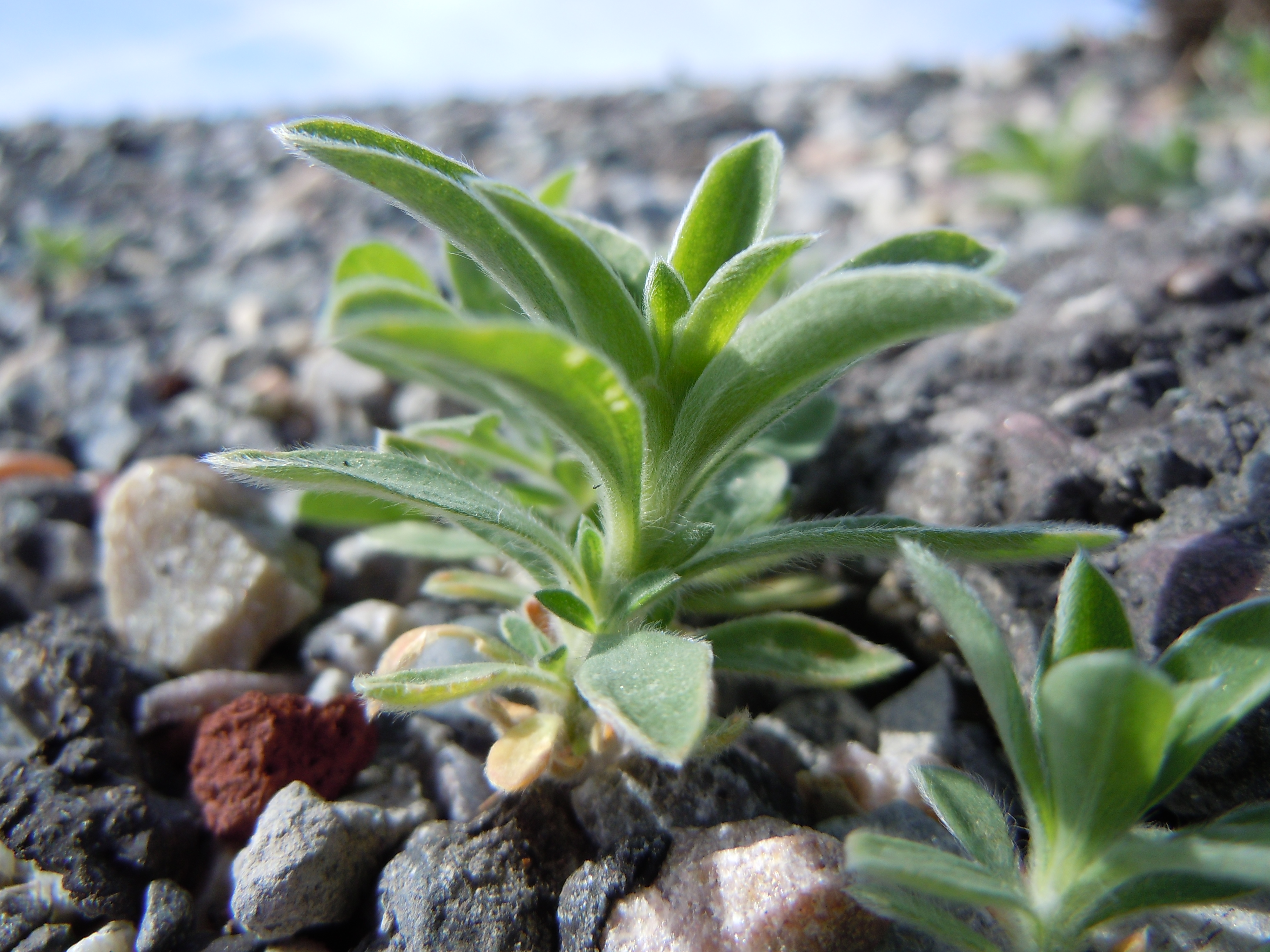
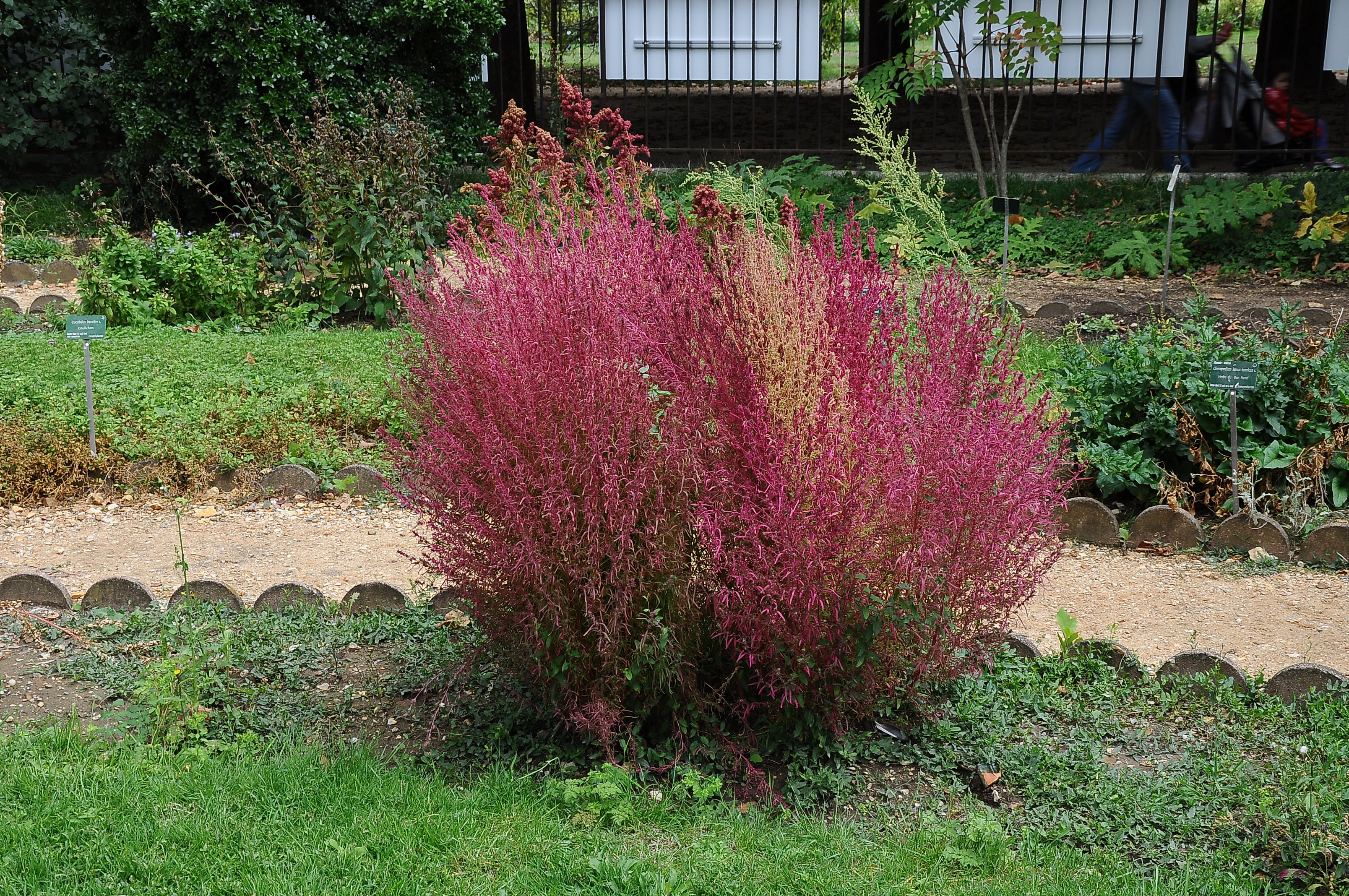
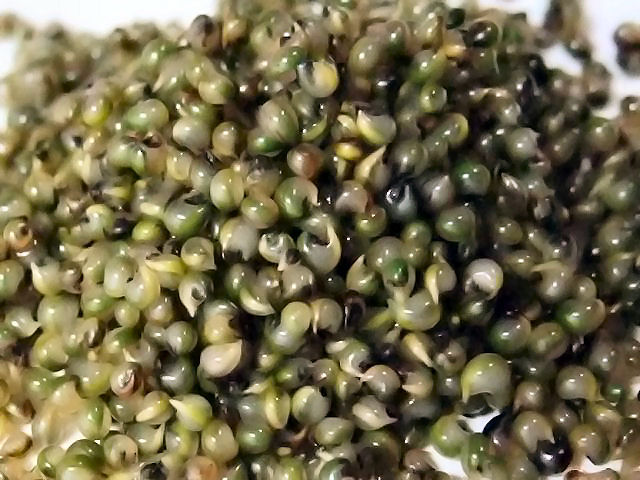
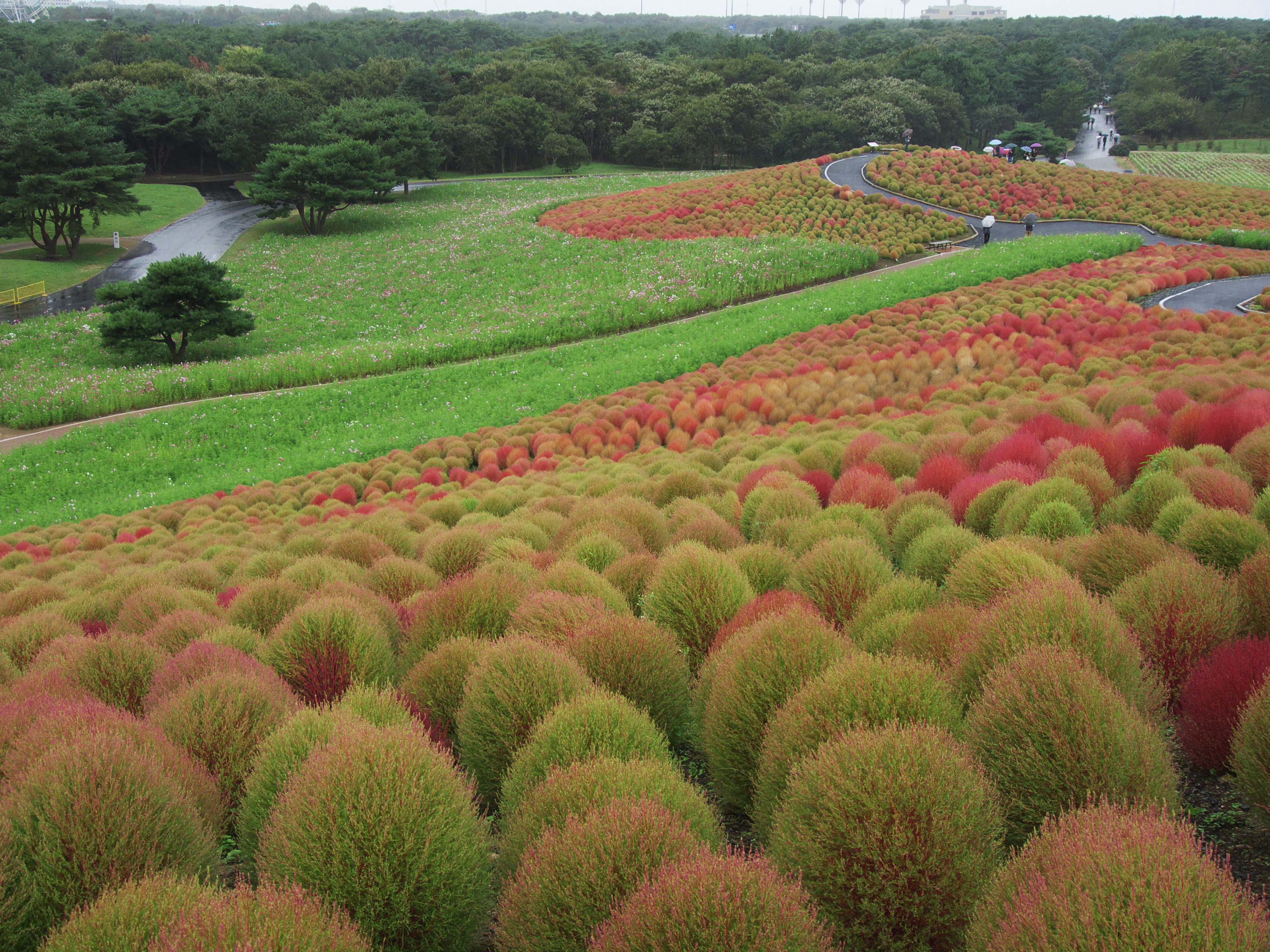